# أبجدية غوارانية
الأبجدية الغوارانية  هي نظام صوتي يستخدم لكتابة اللغة الغوارانية المستخدمة بشكل رئيسي في الباراغواي والدول المجاورة. تتكون الأبجدية من 33 حرفا مرتبة فيما يلي ترتيبا ضاما:
A، Ã، CH، E، Ẽ، G، G̃، H، I، Ĩ، J، K، L، M، MB، N، ND، NG، NT، Ñ، O، Õ، P، R، RR، S، T، U، Ű، V، Y، Ỹ، '.
الأحرف الستة: «A» و «E» و «I» و «O» و «U» و «Y» تدل على أصوات العلة، في حين أن الشكل الممدود من الأحرف تكون أنفية المخرج. الفاصلة العليا «'» (وتدعى بوسو)، تعبر عن صوت همزة. باقي الحروف الأخرى (بما فيها «Ñ» و «G̃» والحروف المزدوجة) هي حروف ساكنة.
الحروف اللاتينية «B» و «C» و «D» تستخدم فقط كجزء من الحروف المزدوجة، بينما لا تستخدم الحروف «F» و «Q» و «W» و «X» و «Z» إطلاقا. الحرف «L» والحرف المزدوج «RR» يستخدم فقط في الكلمات المستعارة من الإسبانية، أو تلك المتأثرة بصوتيات إسبانية، أو التعابير غير اللفظية التي تعبر عن المعنى صوتيا (الأونوماتوبيا). الحرف المزدوج «LL» من الإسبانية لا يستخدم في الغوارانية.
الشكل الممدود من الأحرف «E» و«I» و«U» و«Y» و«G» خطوط آيزو 8859-1 (ISO Latin-1)، في حين لا يوجد الشكل الممدود من الحرف «G» حتى في التركيبات المجمعة من اليونيكود. في الأنظممة الرقمية حيث لا تتوفر الأشكال الممدودة من الحروف بإضافة مدة (~) بعد الحرف (مثل: «E~» و «I~» و «U~» و«Y~» و«G~»)sy'va] (جبين)، وáva ['ava] (شعر)، وtata [ta'ta] (نار).

## تاريخ
حتى الحملات الإسبانية على الأمريكيتين في القرن 15، لم يكن للشعب الغواراني نظام كتابة. وجاءت أول كتابة لهذه اللغة من قبل مبشري جميعة عيسى باستخدام الأبجدية اللاتينية. وقد دون القس أنتونيو رويز دا مونتويا هذه اللغة في قاموس غواراني-إسباني (Tesoro de la lengua guaraní، طبع في 1639 م) وقاموس آخر يوجز قواعد اللغة (Arte y bocabvlario de la lengua guaraní، طبع في 1722 م)، وأعمال أخرى. إلا أن الأبجدية وطريقة الإملاء المستخدمة في هذه الأعمال المتقدمة جاءت غير ثابتة ومختلفة بشكل كبير عن شكلها الحالي. في عام 1867 م، قام المارسكل فرانسيسكو سولانو لوبيز، رئيس الباراغوي، بتشكيل مجلس الكتابة لينظم هذه كتابة اللغة إلا أن هذه الجهود لم تلق نجاحا.
وأخيرا، أصلت قواعد الكتابة في عام 1950 م في مؤتمر اللغة الغوارانية في مونتيفيديو بمبادرة من رينالدو ديكود لاروسا. تأثرت هذه القواعد بتلك من أبجدية الأصوات الدولية والتي تستعمل حاليا في الباراغواي. وعلى الرغم من ذلك، لا يزال هنالك اختلاف بين المختصين فيما يتعلق بتفاصيل هذه القواعد. فمثلا، يعتقد البعض أن الحرف المزدوج CH يجب أن يحول إلى X، وأن الشكل الممدود من G يجب أن يحول إلى الشكل غير الممدود مع وضع المدة على أحد حروف العلة المجاورة.
اسم الغواراني آتشيغتي (achegety) هو تعبير مستحدث مكون من المقطع آ-تشي-غي (a-che-ge) -وهي الحروف الثلاثة الأولى- والمقطع تي (ty) الذي يعني تجميع أو تركيب.

## أسماء الأماكن والأشخاص
العديد من تسميات الأماكن وبعض أسماء الأشخاص في الأرجنتين والأوروغواي والبارغواي والبرازيل مشتقة من الغوارانية. وتكتب هذه الأسماء عادة تبعا لنظم الكتابة الإسبانية والبرتغالية إلا أن لفظها عادة ما يكون قد حرف بشكل كبير مع الزمن لدرجة أنها قد لا تفهم من قبل متحدثي الغوارانية.

## وصلات خارجية
- مقارنة بين الكتابة القديمة والحديثة